# Gerhard Matzky
Gerhard Matzky, nemški general, * 19. marec 1894, † 9. junij 1983.